# Cantone di Verdun-sur-Garonne
Il Cantone di Verdun-sur-Garonne è una divisione amministrativa dell'arrondissement di Montauban.
A seguito della riforma complessiva dei cantoni del 2014 è passato da 9 a 13 comuni.

## Composizione
Prima della riforma del 2014 comprendeva i comuni di:
- Aucamville
- Beaupuy
- Bouillac
- Bourret
- Comberouger
- Mas-Grenier
- Saint-Sardos
- Savenès
- Verdun-sur-Garonne

Dal 2015 comprende i comuni di:
- Aucamville
- Beaupuy
- Bouillac
- Campsas
- Canals
- Dieupentale
- Fabas
- Grisolles
- Mas-Grenier
- Pompignan
- Saint-Sardos
- Savenès
- Verdun-sur-Garonne